# Lijia, Chongqing
Lijia (kinesiska: 礼嘉) är ett stadsdelsdistrikt i sydvästra Kina. Det ligger i stadsdistriktet Yubei i storstadsområdet Chongqing, omkring 15 kilometer nordväst om det centrala stadsdistriktet Yuzhong. Antalet invånare är 15 923. Befolkningen består av 7 466 kvinnor och 8 457 män. Barn under 15 år utgör 12,0 %, vuxna 15-64 år 76 %, och äldre över 65 år 11,0 %.